# Dan Fesperman

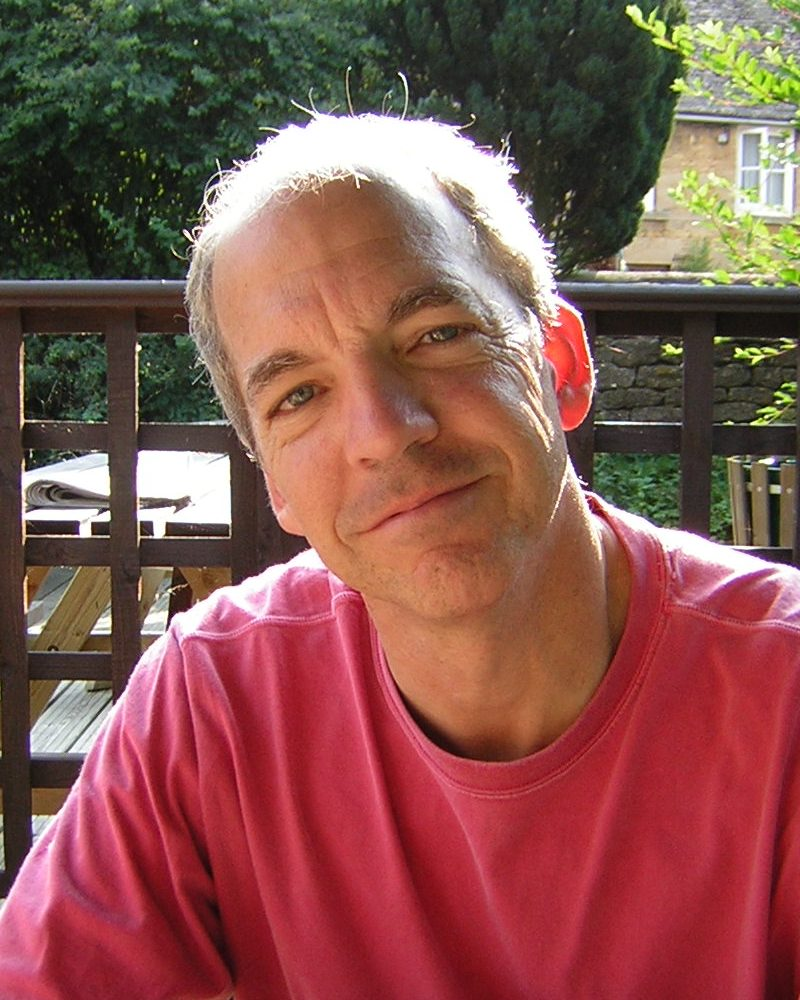
Dan Fesperman

Dan Fesperman (* 15. September 1955 in den USA) ist ein amerikanischer Journalist und Schriftsteller.

## Leben
Aufgewachsen ist Dan Fesperman im amerikanischen Charlotte.
Nach einem Studium der Journalistik und Geschichte an der University of North Carolina, Chapel Hill, arbeitete er als Journalist unter anderem für den Miami Herald und die Baltimore Sun.
Von 1993 bis 1996 berichtete er als Korrespondent aus dem Berliner Büro der Sun über die Jugoslawienkriege.
Seine Fahrt nach Sarajevo im Jahr 1994 inspirierte ihn zu seinem preisgekrönten ersten Roman Lie in the Dark (dt. Lüge im Dunkeln).

## Auszeichnungen
- 1999 John Creasey Memorial (New Blood) Dagger Award für  Lie in the dark (dt. Lüge im Dunkeln)
- 2003 Ian Fleming Steel Dagger für The Small Boat of Great Sorrows
- 2007[1] Hammett Prize für The Prisoner of Guantánamo

## Werke
- Lie in the Dark. No Exit Press, 1999, ISBN 1-901982-68-8.
  - deutsche Übersetzung von Andree Hesse: Lügen im Dunkeln. Ullstein Verlag, 2002, ISBN 3-548-25301-6.
  - französisch Übersetzung von Christophe Moras: Mort à Sarajevo. Éditions de Fallois, 2008, ISBN 978-2-87706-667-9.
  - Griechisch-Übersetzung: Ψέματα υπεράνω πάσης υποψίας. Κέδρος (Kedros), 2001, ISBN 960-04-1875-6.
  - italienische Übersetzung: Il poliziotto di Sarajevo. Mondadori, 2001, ISBN 84-305-1716-2.
  - japanische Übersetzung von 佐和誠 (Sawa Makoto): フェスパーマン ダン. ハヤカワ文庫 (Hayakawa), 2005, ISBN 4-15-040947-1.
  - niederländische Übersetzung: De sluipmoordenaar. Van Holkema, 1999, ISBN 90-269-8192-9.
  - portugiesische Übersetzung: Escondido No Escuro. Bestseller, 2002, ISBN 85-7123-769-7.
- The Small Boat of Great Sorrows. Black Swan, 2003, ISBN 0-552-15023-1.
  - niederländische Übersetzung: Het tribunaal. Van Holkema, 2003, ISBN 90-269-8280-1.
  - spanische Übersetzung von Fabian Chueca Crespo: El Barco de los Grandes Pesares. RBA Libros, 2012, ISBN 978-84-9006-252-4.
- The Warlord's Son. Black Swan, 2004, ISBN 0-375-41473-8.
  - französische Übersetzung von Isabelle Caron: Le fils du Seigneur de la guerre. Éditions de Fallois, 2006, ISBN 2-87706-569-3.
- The Prisoner of Guantanamo. Hodder & Stoughton, 2006, ISBN 0-340-89681-7.
  - niederländisch Übersetzung von Mieke Vastbinder: De gevangene van Guantánamo. Anthos, 2006, ISBN 90-414-0979-3.
  - rumänische Übersetzung von Radu Mihail Greceanu: Prizonierul din Guantanamo. Humanitas,  2007, ISBN 978-973-689-187-8.
  - spanisch Übersetzung von Fabian Chueca Crespo: El Prisionero De Guantanamo. RBA Libros, 2008, ISBN 978-84-9867-184-1.
- The Amateur Spy. Hodder & Stoughton, 2007, ISBN 978-0-340-89683-9.
  - Niederländisch-Übersetzung: De amateurspion. Anthos, 2007, ISBN 978-90-414-1303-1.
- The Arms Maker of Berlin. Hodder & Stoughton, 2009, ISBN 978-0-340-96126-1.
  - niederländische Übersetzung von Ed van Eeden: De wapenhandelaar van Berlijn. Anthos, 2009, ISBN 978-90-414-0980-5.
- Layover in Dubai. Knopf, 2010, ISBN 978-0-307-26838-9.
- The Double Game. Knopf, 2012, ISBN 978-0-307-70013-1.
- Pariah. Alfred A. Knopf, New York 2025, ISBN 978-0-593-80223-6.